# Doris Buchrucker
Doris Buchrucker (* 1952 in München) ist eine deutsche Schauspielerin.

## Leben
Doris Buchrucker absolvierte von 1973 bis 1976 die Otto-Falckenberg-Schule in ihrer Geburtsstadt. Nach ihrem Studium hatte sie ab 1976 zahlreiche Verpflichtungen an deutschen und ausländischen Bühnen, so am Stadttheater Ingolstadt, am Niedersächsischen Staatstheater Hannover, am Schauspiel Bonn, in Hamburg am Thalia Theater und den Kammerspielen, am Münchner Residenztheater, bei den Salzburger Festspielen und an der Deutschen Bühne Ungarn. 2014 spielte Buchrucker am Vorarlberger Landestheater in Thomas Bernhards Stück Holzfällen. Eine Erregung nach seinem gleichnamigen Roman, 2015 gastierte sie an der Nürnberger Tafelhalle in Jagdszenen aus Niederbayern von Franz Xaver Kroetz.
Eine der ersten Arbeiten Buchruckers vor der Kamera war 1976 eine Rolle in dem Film Die Erzählungen Bjelkins unter der Regie von Klaus Emmerich. In Axel Cortis dreiteiliger Verfilmung von Georg Stefan Trollers Autobiografie Wohin und zurück spielte sie neben Monica Bleibtreu und Gabriel Barylli in Santa Fé die Hauptrolle der jungen Lissa. Sie spielte weiter in Streifen wie dem Niederbayernkrimi Sau Nummer vier, dem Filmdrama Mobbing oder Drei Stunden, dem Abschlussfilm Boris Kunz’. Die Polizeiruf-110-Folge Schuld wurde 2013 mit dem Deutschen Schauspielerpreis ausgezeichnet.
In der Vergangenheit war Doris Buchrucker auch als Hörspielsprecherin tätig. Sie lebt in Amerang bei München.

## Filmografie (Auswahl)
- 1976: Die Erzählungen Bjelkins
- 1978: Der Gehilfe
- 1982: Ich fühle was, was Du nicht fühlst
- 1983: Heinrich Heine – Die zweite Vertreibung aus dem Paradies
- 1986: Wohin und zurück – Teil 2: Santa Fé
- 1986: Anderland – Nur auf Probe
- 1991: Moskau – Petuschki
- 1993: Die Denunziantin
- 1994: Die Gerichtsreporterin – Märchenonkel
- 1996: Der schönste Tag im Leben
- 1998: Lychees weiß blau
- 2003: Der zerbrochene Krug
- 2007: Wie es bleibt
- 2007: Grüß Gott, Herr Anwalt
- 2009: Dr. Hope – Eine Frau gibt nicht auf
- 2010: Sau Nummer vier. Ein Niederbayernkrimi
- 2012: Trans Bavaria
- 2012: Bankraub für Anfänger
- 2012: Polizeiruf 110 – Schuld
- 2012: Mobbing
- 2012: Drei Stunden
- 2015: Einer für alle, alles im Eimer
- 2016: Hubert und Staller
- 2016: Tatort: Klingelingeling
- 2018: SOKO München: Treue bis in den Tod
- 2018: Sturm der Liebe
- 2018: Alles ist gut
- 2018: Tatort: Freies Land
- 2019: Im Schatten der Angst
- 2020: Die Rosenheim-Cops – Der Bierkrieg
- 2020: Hochzeitsstrudel und Zwetschgenglück
- 2021: Dahoam is dahoam (Fernsehserie)
- 2022: In aller Freundschaft – Wiedersehen macht Freude
- 2022: Marie fängt Feuer: Ungewisse Zukunft
- 2024: Alle Jahre wieder (Fernsehfilm)

## Hörspiele
- 1976: Der Stern auf der Stirn – Autor: Raymond Roussel – Regie: Ernst Wendt
- 1979: Das Leben ein Test – Der Test ein Leben – Autor: Hermann Ebeling – Regie: Andreas Weber-Schäfer
- 1979: Die kalte Welt des Gabriel – Autorin: Eva Maria Mudrich – Regie: Andreas Weber-Schäfer
- 1981: Friedhofslinie – Autor: Iván Mándy – Regie: Götz Fritsch
- 1982: Silchers Rache – Autor: Bernhard Lassahn – Regie: Klaus Mehrländer